# Drinkin' Wine Spo-Dee-O-Dee
Singles de Jerry Lee Lewis
Meat Man / Just a Little Bit
(1973) Sometimes a Memory Ain't Enough / I Think I Need to Pray
(1973)
Drinkin 'Wine, Spo-Dee-O-Dee est une chanson de rhythm and blues co-écrite et enregistrée à deux reprises par Stick McGhee, en 1946 et 1949. 
Reprise par Jerry Lee Lewis en 1973, elle atteint le numéro 41 du Billboard Hot 100. 

## Histoire
Drinkin' Wine, Spo-Dee-O-Dee est une chanson à boire que Stick McGhee a entendu à l'armée. Il atténue les paroles, remplaçant « Motherfucker » par « Spo-Dee-O-Dee » (Spo-Dee-O-Dee est le titre d'une chanson de Sam Theard en 1937), et l'enregistre une première fois en 1946, avec son frère Brownie McGhee, pour les disques Harlem, filiale de Southern Records. La chanson est co-signée par J. Mayo Williams, propriétaire d'Harlem Records. Sorti en janvier 1947, le titre ne reçoit aucun écho. Il l'enregistre à nouveau le 14 janvier 1949, cette fois pour la firme Atlantic, sous le nom de Stick McGhee & his Buddies. Le groupe comprend notamment son frère Brownie à la guitare, Wilbert "Big Chief" Ellis au piano et Gene Ramey à la basse. Cette version atteint la 3e place du classement Race Records du magazine Billboard. C'est le premier succès de la jeune maison de disque. Drinkin' Wine fait l'objet de nombreuses reprises, notamment par Lionel Hampton, Wynonie Harris, Malcolm Yelvington ou Johnny Burnette. 
Jerry Lee Lewis enregistre une version rock 'n' roll de la chanson pour son album The Session... Recorded in London with Great Artists en 1973. Auparavant, Jerry Lee Lewis avait déjà enregistré Drinkin' Wine à deux reprises chez Sun, en 1957 et 1958, sans que ces enregistrements ne soient publiés, puis à nouveau en 1963 pour Smash, version parue sur l'album Memphis Beat en 1966. Il aurait également interprété Drinkin' Wine Spo-Dee-O-Dee lors de sa première prestation en public en 1949, à l'âge de 14 ans. Mais c'est cette version de 1973, enregistrée à Londres en compagnie de Peter Frampton et Rory Gallagher, qui marque les esprits. C'est d'ailleurs son plus grand succès dans les années 1970.
On peut entendre la version de Sticks McGhee dans le film Ray de Taylor Hackford en 2004.

## Classements
Version de Jerry Lee Lewis
| Palmarès (1973)                         | Meilleure position |
| --------------------------------------- | ------------------ |
| États-Unis, Billboard Hot Country Songs | 20                 |
| États-Unis, Billboard Top 100           | 41                 |
| États-Unis, Cashbox Country Singles     | 21                 |

## Autres versions
Drinkin' Wine Spo-Dee-O-Dee a fait l'objet de nombreuses reprises par différents artistes.
- Sonny Parker with Lionel Hampton Sextet enregistrent la chanson le 26 avril 1949 pour Decca.
- Le groupe de musique country Loy Gordon and his Pleasant Valley Boys la reprend en août 1949 chez Atlantic.
- Wynonie Harris la chante en face B du single She Just Won't Sell No More en 1949.
- Malcolm Yelvington enregistre une version rockabilly de la chanson en octobre 1954 pour Sun Records, juste après la session de Good Rockin' Tonight par Elvis Presley[5].
- Johnny Burnette and the Rock and Roll Trio l'enregistrent le 2 juillet 1956, pendant la même session que Train Kept A-Rollin'[5].
- Pat Boone la reprend sous le titre Havin' Fun Spo Dee-O-Dee en 1958 sur son album This and That.
- Lightnin' Hopkins l'intitule simplement Wine Spodee-O-Dee sur son album Blues in My Bottle en 1961.
- Champion Jack Dupree l'interprète à Copenhague en 1963, cette reprise figure sur l'album The Blues Of Champion Jack Dupree.
- Le groupe britannique The Pirates en fait une version pub rock en 1977 intitulée Drinkin' Wine Spo' De' O' D, sur l'album Out of Their Skulls.
- Pere Ubu enregistre une version no wave de la chanson en 1978, sous le titre Drinking Wine Spodyody, sur son album Dub Housing.